# Devil's Island (film 1926)
Devil's Island è un film muto del 1926 diretto da Frank O'Connor.

## Trama
È il 1902 quando al chirurgo militare francese Jean Valyon, condannato - 7 anni prima, durante il turbolento periodo dell'affare Dreyfus - all'ergastolo per alto tradimento (reato del quale si professa innocente), viene concesso – pratica diffusa al tempo – di trasferirsi dal penitenziario dell'Isola del Diavolo, nella Guyana francese, alla prospiciente colonia penale di Caienna, sulla terraferma. In tal caso ai detenuti veniva consentito di trovare un(a) consorte fra altri detenuti, o anche fra persone libere. E ad attendere Jean c'è la sua fedele fidanzata di un tempo, Jeannette Picto, appartenente ad un'aristocratica e potente famiglia parigina, e corteggiata anche, senza speranza, nientedimeno dall'Alto commissario francese per le carceri.
Jean e Jeannette si sposano, e, come da protocollo, il governo assegna loro a Caienna un'abitazione con annesso lotto di terreno. La bizzarra legge in vigore prevedeva che gli eventuali figli di questi matrimoni fossero confinati a vita nel bagno penale, senza possibilità di allontanarsi. L'ergastolo di Jean, come quello di diversi altri detenuti, si rivela essere di breve durata, perché pochi anni dopo, egli cade vittima di una delle più frequenti cause di morte dell'insana località equatoriale, oltre alla criminalità diffusa: un'epidemia. Loro figlio Léon era allora solo un ragazzino, ma i suoi genitori avevano fatto piani affinché Léon diventasse un chirurgo come il padre, e fuggisse in qualche modo verso la madrepatria.
Il tempo passa, e da giovane adulto Léon è effettivamente un valente chirurgo, mentre la sua fuga – che sarebbe avvenuta su una barca costruita clandestinamente - viene pianificata meticolosamente. Léon incontra Rose Marie, e i due si innamorano, per quanto l'entusiasmo del giovane medico venga decisamente meno quando scopre che la ragazza, invece di abitare in un convento di suore, come gli aveva detto, in realtà fa l'entraîneuse in un locale café, dove danzava in abiti succinti ed era in particolare addetta ad intrattenere il comandante della guarnigione francese della colonia. Comandante che, in quell'occasione, veniva fatto oggetto di un attacco da parte del vecchio compagno di cella di Jean, tale Guillot, che era intervenuto per salvare Rose Marie da un tentativo di stupro da parte del capo militare. 
Léon riesce a sottrarre il suo compagno dalla ghigliottina, - eretta a monito nella piazza principale della cittadina – convincendo il comandante a lasciargli effettuare un'operazione neurochirurgica su Guillot: i tic nervosi di cui era affetto – diceva – derivavano da una malformazione del cervello, il che spiegava anche il suo comportamento aggressivo. Un'operazione di tal genere avrebbe portato pubblicità positiva sulla colonia penale, molto più che una banale esecuzione capitale. Il comandante acconsente. L'operazione, la prima nel suo genere, ha completo successo, e ha eco anche in Francia. Guillot guarisce dai tic (il che non toglie che cercherà un'altra volta, in seguito – armato di una pistola -, di eliminare il comandante). Solo a questo punto Léon apprende che Guillot è un pretendente della ragazza, e prende in considerazione l'idea di partire.
Più avanti Rose Marie e Léon sono comunque sulla via della riconciliazione, con alti e bassi, ma sorgono momenti tesi fra ciascuno di loro e Jeannette. Léon è dibattuto fra la fuga e il rimanere a fianco di Rose Marie; quest'ultima – giurando la propria innocenza e il suo fedele amore solo per il giovane medico – vorrebbe trattenerlo; mentre Léon, alla fine, accondiscendendo alle accorate richieste della madre, decide di partire. Rose Marie, furiosa, lascia la scena minacciando di riferire al comandante del tentativo di fuga di Léon. E la pena di un fuggiasco, anche solo tentativo, di nuovo, è la ghigliottina. 
E il giorno dopo effettivamente i soldati vengono a prelevare Léon e Jeannette e li conducono davanti al comandante della guarnigione. Ma costui, a sorpresa annuncia loro che la società di medicina e chirurgia di Parigi, avendo ricevuto notizie della brillante operazione chirurgica di Léon, ha ottenuto dalle autorità la grazia per il chirurgo e sua madre, invitati ora ufficialmente in Francia. Madre e figlio si imbarcano. Rose Marie non è al corrente di questi sviluppi. La giovane si trova negli appartamenti del comandante, a danzare per lui mentre sta per cadere vittima di un ennesimo tentativo di stupro, quando dalla radio – una novità tecnologica che il comandante amava – giunge l'ordine da Parigi di consentire a Rose Marie l'immediata partenza per la madrepatria. 
A Parigi Léon e Rose Marie progettano il proprio matrimonio, mentre Jeannette sembra voler consentire ad unirsi col suo antico spasimante, l'alto commissario francese per le carceri.

## Produzione
Il film fu prodotto dalla Chadwick Pictures Corporation.

## Distribuzione
Distribuito dalla Chadwick Pictures Corporation, il film uscì nelle sale cinematografiche USA il 20 luglio 1926. Nel 1927, uscì in Svezia (14 gennaio 1927), nel Regno Unito (l'11 luglio, distribuito dalla Gaumont British Distributors), in Finlandia (6 novembre) e in Germania (con il titolo Der Gefangene auf der Teufelsinsel).
Riversato e digitalizzato in DVD, il film è stato distribuito dalla Sunrise Silents il 7 novembre 2006 in una versione della durata di 66 minuti
Copia della pellicola viene conservata in un archivio privato.